# Fadrique Kastilský
Fadrique Kastilský (13. ledna 1334 Sevilla – 29. května 1358 tamtéž), španělsky Fadrique Alfonso de Castilla, byl kastilský šlechtic, páté nemanželské dítě Alfonse XI. Kastilského a Eleonory de Guzmán, dvojče Jindřicha Trastámara, pozdějšího Jindřicha II. Kastilského. Byl to první Señor de Haro a 25. mistr Řádu svatojakubských rytířů. Byl zavražděn v Seville v roce 1358 na příkaz svého nevlastního bratra, tehdejšího krále Pedra I. Kastilského.

## Život
Fadrique byl dvojčetem Jindřicha Transtamáry. Během otcova života, Eleonořiny děti těžily z královských grantů. S touto podporou, se v roce 1342, Fadrique stal mistrem Řádu svatojakubských rytířů. Dosavadní mistr byl Alfons Meléndez de Guzmán, matčin bratr.
Když Alfons XI. náhle zemřel v obležení Gibraltaru, pokusil se Fadriquevův nevlastní bratr Petr I. Kastilský, společně se svou matkou a jejím oblíbencem u dvora, vévodou z Albuquerque vyvlastnit celou Eleonořinu rodinu. To a následná Eleonořina poprava v Tavaleře v roce 1351, vedlo k povstání Eleonořiných synů, Jindřicha, budoucího krále Jindřicha II., Fadriqua, Tella a Sancha. Každý z nich se bouřil ze svých vlastních nezávislých oblastí Španělského království. Díky kombinace hrozeb a diplomacie, byl Petr I. schopen získat věrnost a dočasné smíření s nevlastními bratry. Ale to netrvalo dlouho. Fadrique byl jmenován královským vyslancem ve Francii, odkud přivedl Petrovu nevěstu, Blanku Bourbonskou. Následné otřesy tohoto manželství a Petrovo zapletení s milenkou, Marií z Padilly, pravděpodobně stmelily vztah mezi Fadriquem a Petrem.
V roce 1354, se stal Fadrique strážcem portugalské hranice. Zde, spolu s bratrem Jindřichem, opět začali osnovat povstání, vstoupili do jednání s Janem Afonsem z Albuquerque, dřívějším nepřítelem a oblíbencem u Petrova dvora, ale nyní padlým z přízně krále. Jindřich šel nakonec hledat podporu také do Francie. Druhé povstání proti Petrovi I. bylo zahájeno, tentokrát i s podporou města Toledo, které požádal o pomoc Fadrique. Přijel se 700 vojáky.
Petr opět přemlouval a odpouštěl a zprostředkováním Jana Fernanda de Henestrosa, strýcem Marie z Padilly, se Petr podruhé usmířil s Fadriquem a nabídl mu místo u dvora. Petr dokonce pozval Fadriqua do Sevilly pod záminkou žádosti o radu.
Následné události zaznamenal nejlépe Pero López de Ayala, současník těchto událostí, který nakonec působil ve službách Jindřicha II., vlastního Fadriquova bratra. Někteří pozdější historici Petra I. charakterizovali jako krutého vraha.
Jednu se Fadrique se svými rytíři sešel v Seville s králem. Návštěvou u královy milenky byl považován za zrádce, a na králův rozkaz spěchal do Alcázar v Seville. Královi vojáci Fadriqua oddělili od jeho společníků, a na dvoře Alcázar byl zezadu zavražděn palcátem. Některé příběhy tvrdí, že byl zajat a zavražděn přímo králem.
Po jeho vraždě, bylo jeho tělo pohřbeno v Katedrále Panny Marie v Seville. V roce 1579, byly jeho ostatky přeneseny do krypty královské kaple, kde spočívají dodnes.

## Potomstvo
Jako mistr Řádu svatojakubských rytířů, se Fadrique nesměl oženit. Prostřednictvím nelegitimních manželství zplodil řadu potomků z rodu Enríquez, kteří se stali kastilskými admirály a později vévody z Medina de Rioseco.
S Yonah, španělsky nazývanou Paloma, sefardskou židovskou kráskou, dcerou Gedeliaha, vnučkou Shloma Ha-Zaken a pravnučkou Yosefa Ibn Yahia, třetího syna Yahia Ben Rabbi, měl nemanželského syna:
- Alfons Enríquez Kastilský

S Leonor de Angulo y Córdoba, kastilskou šlechtičnou, měl dvě nelegitimní děti:
- Petr Enríquez Kastilský
- Leonor Enríquez kastilská

Byl předkem Jany Enríquez, druhé manželky Jana II. Aragonského a matky Ferdinanda II. Aragonského.

## Vývod z předků
|                      |                             |  |                       |                            |  |  |  |  |  |  |  | Alfons X. Kastilský |
|                      |                             |  |                       |                            |  |  |  |  |  |  |  |                     |
|                      | Sancho IV. Kastilský        |  |                       |                            |  |  |  |  |  |  |  |                     |
|                      |                             |  |                       |                            |  |  |  |  |  |  |  |                     |
|                      |                             |  |                       | Jolanta Aragonská          |  |  |  |  |  |  |  |                     |
|                      |                             |  |                       |                            |  |  |  |  |  |  |  |                     |
|                      | Ferdinand IV. Kastilský     |  |                       |                            |  |  |  |  |  |  |  |                     |
|                      |                             |  |                       |                            |  |  |  |  |  |  |  |                     |
|                      |                             |  |                       | Alfons z Molina            |  |  |  |  |  |  |  |                     |
|                      |                             |  |                       |                            |  |  |  |  |  |  |  |                     |
|                      | Marie z Moliny              |  |                       |                            |  |  |  |  |  |  |  |                     |
|                      |                             |  |                       |                            |  |  |  |  |  |  |  |                     |
|                      |                             |  |                       | Mayor Alonso z Meneses     |  |  |  |  |  |  |  |                     |
|                      |                             |  |                       |                            |  |  |  |  |  |  |  |                     |
|                      | Alfons XI. Kastilský        |  |                       |                            |  |  |  |  |  |  |  |                     |
|                      |                             |  |                       |                            |  |  |  |  |  |  |  |                     |
|                      |                             |  |                       | Alfons III. Portugalský    |  |  |  |  |  |  |  |                     |
|                      |                             |  |                       |                            |  |  |  |  |  |  |  |                     |
|                      | Dinis I. Portugalský        |  |                       |                            |  |  |  |  |  |  |  |                     |
|                      |                             |  |                       |                            |  |  |  |  |  |  |  |                     |
|                      |                             |  |                       | Beatrix Kastilská          |  |  |  |  |  |  |  |                     |
|                      |                             |  |                       |                            |  |  |  |  |  |  |  |                     |
|                      | Konstancie Portugalská      |  |                       |                            |  |  |  |  |  |  |  |                     |
|                      |                             |  |                       |                            |  |  |  |  |  |  |  |                     |
|                      |                             |  |                       | Petr III. Aragonský        |  |  |  |  |  |  |  |                     |
|                      |                             |  |                       |                            |  |  |  |  |  |  |  |                     |
|                      | Alžběta Aragonská           |  |                       |                            |  |  |  |  |  |  |  |                     |
|                      |                             |  |                       |                            |  |  |  |  |  |  |  |                     |
|                      |                             |  |                       | Konstancie Sicilská        |  |  |  |  |  |  |  |                     |
|                      |                             |  |                       |                            |  |  |  |  |  |  |  |                     |
| 'Fadrique Kastilský' |                             |  |                       |                            |  |  |  |  |  |  |  |                     |
|                      |                             |  |                       |                            |  |  |  |  |  |  |  |                     |
|                      |                             |  | Pedro Nuñez de Guzman |                            |  |  |  |  |  |  |  |                     |
|                      |                             |  |                       |                            |  |  |  |  |  |  |  |                     |
|                      | Álvaro Perez de Guzman      |  |                       |                            |  |  |  |  |  |  |  |                     |
|                      |                             |  |                       |                            |  |  |  |  |  |  |  |                     |
|                      |                             |  |                       | Teresa Rodriguez Brizuela  |  |  |  |  |  |  |  |                     |
|                      |                             |  |                       |                            |  |  |  |  |  |  |  |                     |
|                      | Pedro Núñez de Guzmán       |  |                       |                            |  |  |  |  |  |  |  |                     |
|                      |                             |  |                       |                            |  |  |  |  |  |  |  |                     |
|                      |                             |  |                       | Gonzalo Rodriguez Giron    |  |  |  |  |  |  |  |                     |
|                      |                             |  |                       |                            |  |  |  |  |  |  |  |                     |
|                      | Maria Giron                 |  |                       |                            |  |  |  |  |  |  |  |                     |
|                      |                             |  |                       |                            |  |  |  |  |  |  |  |                     |
|                      |                             |  |                       | Elvira Diaz de Castañeda   |  |  |  |  |  |  |  |                     |
|                      |                             |  |                       |                            |  |  |  |  |  |  |  |                     |
|                      | Eleonora z Guzmánu          |  |                       |                            |  |  |  |  |  |  |  |                     |
|                      |                             |  |                       |                            |  |  |  |  |  |  |  |                     |
|                      |                             |  |                       | Pedro Ponce de Cabrera     |  |  |  |  |  |  |  |                     |
|                      |                             |  |                       |                            |  |  |  |  |  |  |  |                     |
|                      | Fernán Pérez Ponce de León  |  |                       |                            |  |  |  |  |  |  |  |                     |
|                      |                             |  |                       |                            |  |  |  |  |  |  |  |                     |
|                      |                             |  |                       | Aldonza Alonso de León     |  |  |  |  |  |  |  |                     |
|                      |                             |  |                       |                            |  |  |  |  |  |  |  |                     |
|                      | Beatriz Ponce de León       |  |                       |                            |  |  |  |  |  |  |  |                     |
|                      |                             |  |                       |                            |  |  |  |  |  |  |  |                     |
|                      |                             |  |                       | Gutierre Suarez de Meneses |  |  |  |  |  |  |  |                     |
|                      |                             |  |                       |                            |  |  |  |  |  |  |  |                     |
|                      | Urraca Gutiérrez de Meneses |  |                       |                            |  |  |  |  |  |  |  |                     |
|                      |                             |  |                       |                            |  |  |  |  |  |  |  |                     |
|                      |                             |  |                       | Elvira Anes de Sousa       |  |  |  |  |  |  |  |                     |
|                      |                             |  |                       |                            |  |  |  |  |  |  |  |                     |